# Liang'an
Liang'an (kinesiska: 两安瑶族乡, 两安) är en socken i Kina. Den ligger i den autonoma regionen Guangxi, i den södra delen av landet, omkring 350 kilometer nordost om regionhuvudstaden Nanning. Antalet invånare är 14048. Befolkningen består av 6 611 kvinnor och 7 437 män. Barn under 15 år utgör 18,0 %, vuxna 15-64 år 71 %, och äldre över 65 år 10,0 %.
Genomsnittlig årsnederbörd är 2 112 millimeter. Den regnigaste månaden är juni, med i genomsnitt 370 mm nederbörd, och den torraste är oktober, med 46 mm nederbörd.